# Frauenmauerhöhle
Die Frauenmauerhöhle ist eine 644 m lange Höhle unter der 1827 m hohen Frauenmauer im westlichsten Teil des Hochschwabmassivs. Die Besonderheit der Höhle ist die Möglichkeit der Durchquerung des darüber liegenden Bergmassivs, da sie über zwei Ausgänge verfügt, sie ist eine sogenannte Durchgangshöhle. Sie liegt an der Grenze der Verwaltungsbezirke Bruck-Mürzzuschlag und Leoben im Bundesland Steiermark in Österreich nahe den Ortschaften Eisenerz (Westeingang) und Tragöß (Osteingang). Sie ist Teil des weitverzweigten Frauenmauer-Langstein-Höhlensystems. Das Höhlensystem ist auf einer Länge von nahezu 43 Kilometern und eine Höhendifferenz von 633 Metern erforscht und zählt zu den längsten Höhlen Österreichs.

## Entstehung und Geschichte der Erforschung
Die Höhle entstand nach der Eiszeit durch ablaufendes Schmelzwasser, das den Kalkstein auflöste und unterirdische Abflüsse bildete. Durch zunehmende Erosion wurden nach und nach beide Eingänge der Höhle freigelegt, sodass der natürliche Tunnel entstand. In der Höhle gibt es nur wenige Versinterungen wie Tropfsteine, da die Höhle geologisch als sehr jung einzustufen ist.
Eisenerzer Bergknappen stießen bereits um das Jahr 1820 in der Frauenmauerhöhle bis zur sogenannten Klamm vor (siehe Abbildung rechts oben). Hundert Jahre später wurde der Schutt aus der Klamm von Bergknappen ausgeräumt, erst danach konnte die Höhle zwischen den Ausgängen durchgehend begangen werden. Bekannt ist auch, dass am 14. September 1885 Kaiserin Elisabeth in Begleitung von Erzherzogin Marie Valerie die Höhle besucht hat.
Einige unvorsichtige Begeher verunglückten in diesem  Felslabyrinth, weil sie sich verirrten. Eine Begehung ohne ortskundigen Führer ist nicht ungefährlich. Am Felspfeiler des „Umgangs“ erinnert ein Kreuz an drei um 1890 in der Höhle gestorbene Studenten. Sie fanden nicht mehr aus der Höhle heraus, da ihre einzige Lichtquelle abgebrannt war. Sie beschlossen daher, sich an der vor ihnen liegenden Felswand entlang zu tasten. Ihr Verhängnis war, dass die vor ihnen liegende Felswand, die eigentlich ein Pfeiler mit 50 m Umfang ist, sich endlos umrunden ließ.
Seit den 1930er-Jahren wird auch die nahe gelegene Langsteinhöhle (beim Westeingang) erforscht.

## Erreichbarkeit und Führungen
Man erreicht den Westeingang der Frauenmauerhöhle von der Präbichl-Passhöhe (über die Leobner Hütte, Gehzeit vier Stunden) oder von der Gsollkurve der B 115, Eisenbundesstraße (Gehzeit zwei Stunden). Die Benutzung des alten Sessellifts auf den Polster verkürzt die Gehzeit stark. Den Osteingang der Höhle erreicht man in etwa 3 Stunden Gehzeit vom Ende der Fahrstraße von Tragöß Richtung Grüner See (Jassingau). Es ist möglich, oberirdisch zu Fuß von einem Eingang zum anderen über den Neuwaldeggsattel zu gehen.
Höhlenführer stehen von Juni bis September an allen Samstagen, Sonntagen und Feiertagen zur Verfügung, am Osteingang üblicherweise um 12 und 14 Uhr und am Westeingang um 11 und 13 Uhr. Die Höhle und deren Steiganlagen werden vom Alpenverein, Sektion Voisthaler, betreut. Im Jahr 2018 betrug die Führungsgebühr 10 €. Auf lokalen Webseiten werden verschiedene Höhlenführer genannt, alle jedoch ohne Datumsangabe.

## Galerie

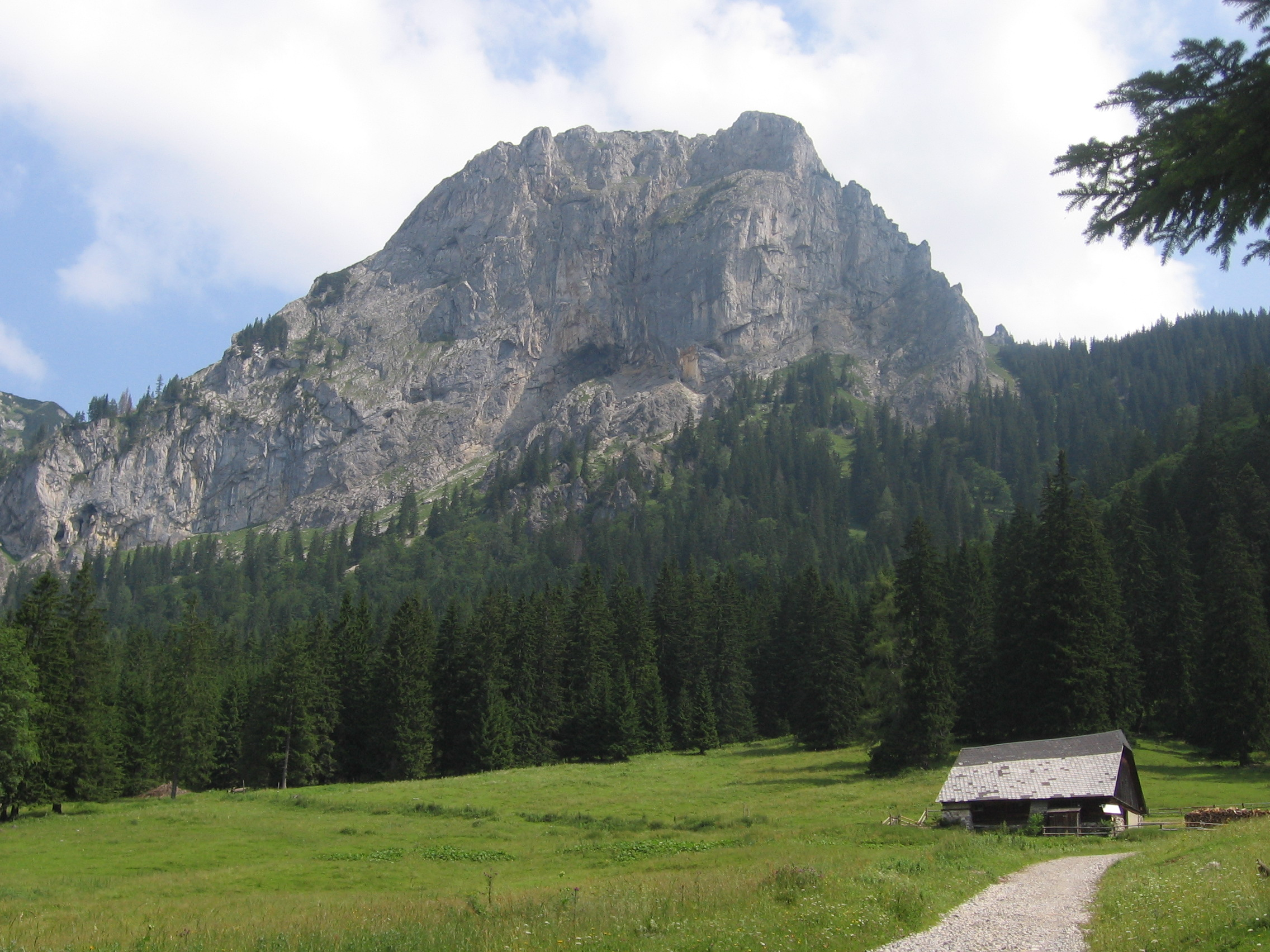
Blick auf die SW-Seite der Frauenmauer von der Gsollalm
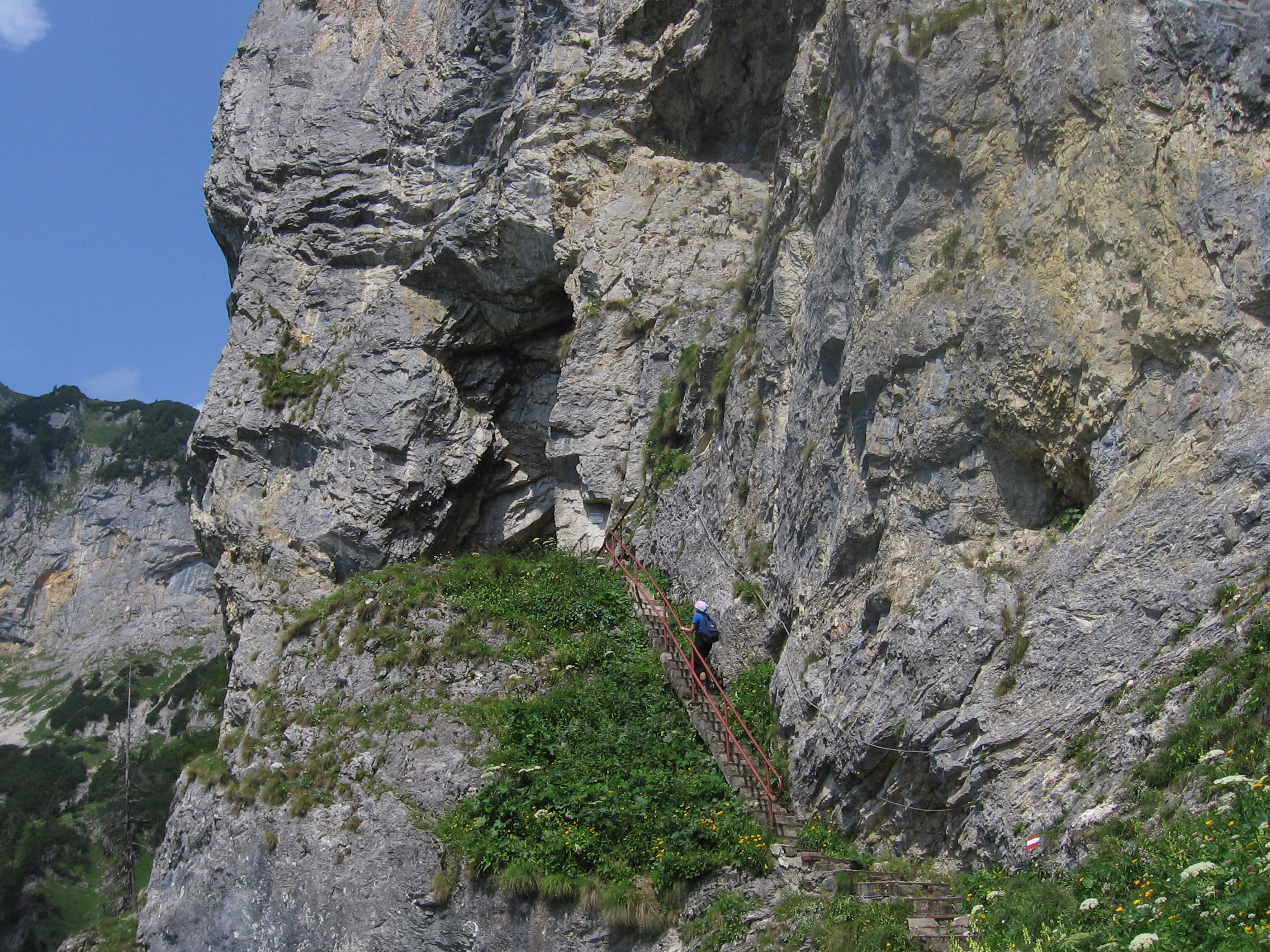
Blick auf den Westeingang
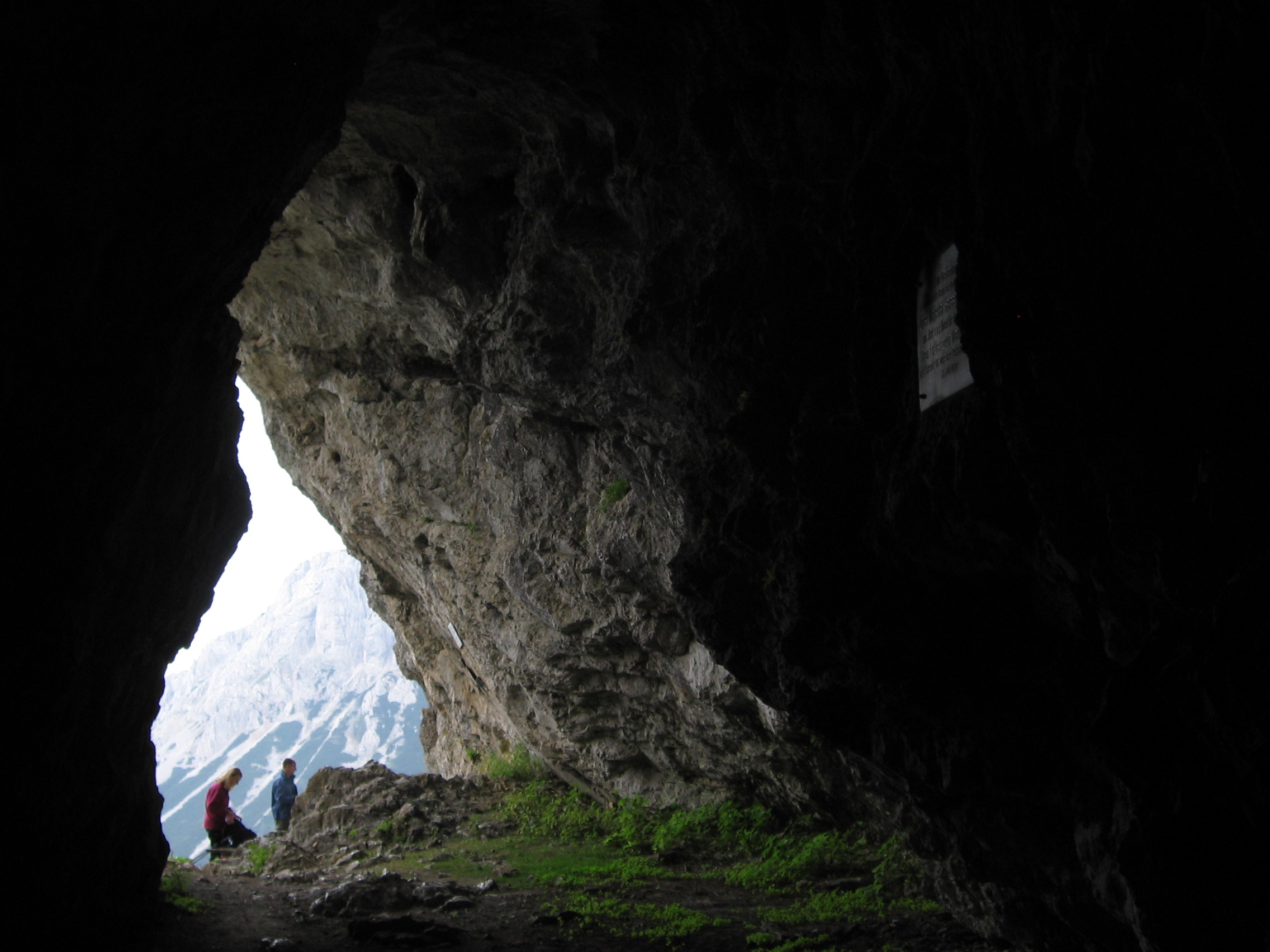
Blick aus dem Osteingang
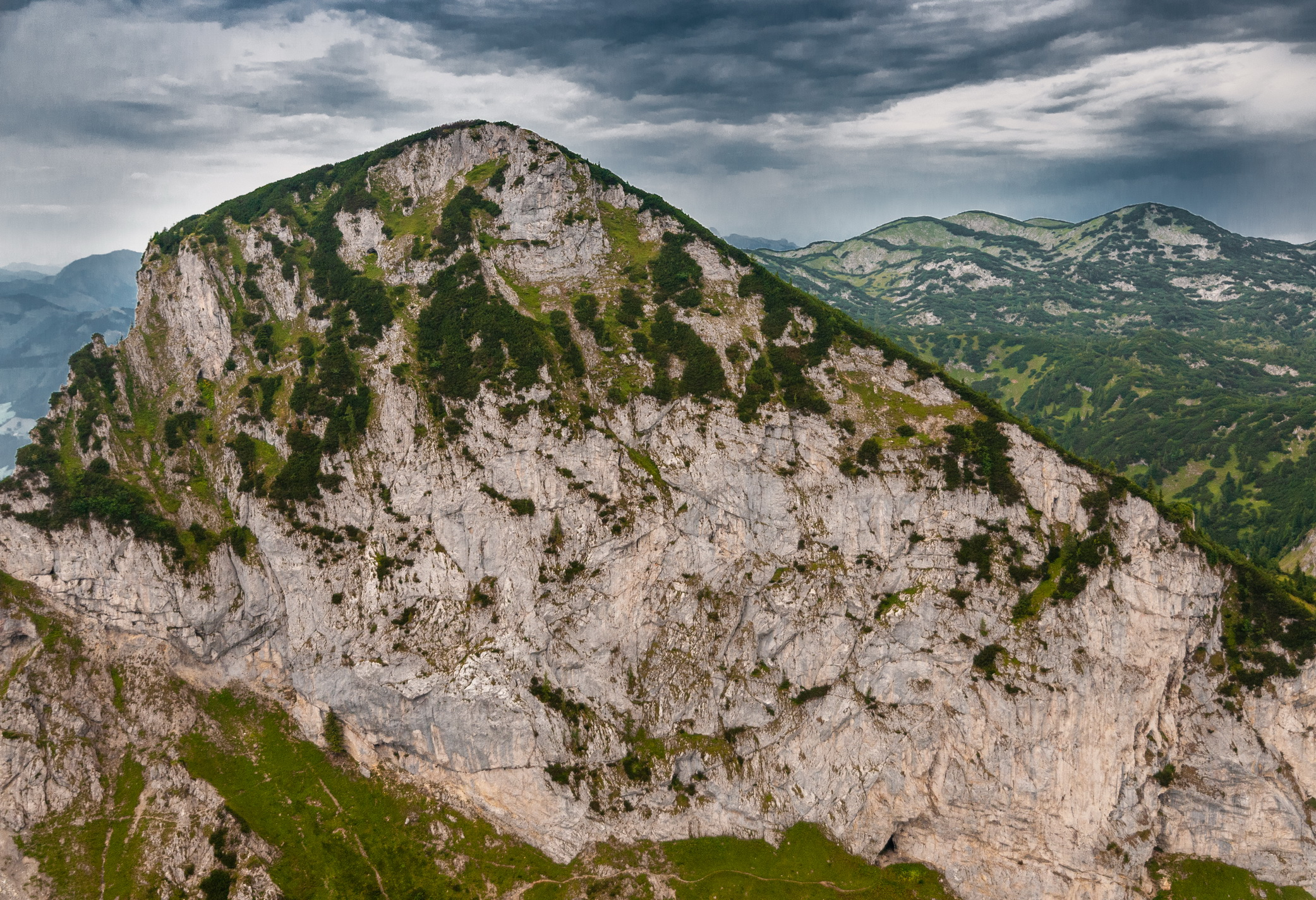
Frauenmauergipfel von Osten; re. unten Osteingang der Höhle